# فوکر اف.۳
فوکر اف. ۳ (به انگلیسی: Fokker F.III) یک هواگرد ساختِ کارخانهٔ فوکر است. این هواگرد برای نخستین بار در ۱ آوریل ۱۹۲۱ میلادی مورد استفاده قرار گرفت.